# 黄龙镇 (怀宁县)
黄龙镇，是中华人民共和国安徽省安庆市怀宁县下辖的一个乡镇级行政单位。

## 行政区划
黄龙镇下辖以下地区：
黄龙社区、丰园村、菱湖村、金河村、康宁村、朝阳村、杨林村和大畈村。